# Comandante Cappellini (1939)
| «Команданте Каппелліні»                                                                                                   | «Команданте Каппелліні» | «Команданте Каппелліні» |
| --- | --- | --- |
| Comandante Cappellini | | |
| | | |
| Німецький підводний човен UIT24 (колишній італійський «Команданте Каппеліні» у Внутрішньому Японському морі. Серпень 1944 | | |
| Верф | OTO, Леричі | OTO, Леричі |
| Під прапором | Королівство Італія Третій Рейх Японська імперія | Королівство Італія Третій Рейх Японська імперія |
| Належність | Королівські військово-морські сили Італії · Крігсмаріне · Імперський флот Японії | Королівські військово-морські сили Італії · Крігсмаріне · Імперський флот Японії |
| Порт приписки | Бордо | Бордо |
| Закладений | 25 квітня 1938 | 25 квітня 1938 |
| Спуск на воду | 14 травня 1939 | 14 травня 1939 |
| Введений до складу флоту                                                                                                  | 23 вересня 1939 | 23 вересня 1939 |
| На службі | 1939–1945 | 1939–1945 |
| Сучасний статус | у вересні 1943 року захоплений Німеччиною після італійської капітуляції; введений в експлуатацію, як UIT-24. Після капітуляції Німеччини в травні 1945 року був захоплений Імператорським флотом Японії і перейменований на I-503. У вересні 1945 року після капітуляції Японії затоплений у протоці Кії | у вересні 1943 року захоплений Німеччиною після італійської капітуляції; введений в експлуатацію, як UIT-24. Після капітуляції Німеччини в травні 1945 року був захоплений Імператорським флотом Японії і перейменований на I-503. У вересні 1945 року після капітуляції Японії затоплений у протоці Кії |
| Бойовий досвід | Друга світова війна Битва на Середземному морі Битва за Атлантику | Друга світова війна Битва на Середземному морі Битва за Атлантику |
| Проєкт | | |
| Тип ПЧ | крейсерський дизель-електричний підводний човен | крейсерський дизель-електричний підводний човен |
| Основні характеристики | | |
| Швидкість (надводна) | 17,4 вузлів (32,2 км/год) | 17,4 вузлів (32,2 км/год) |
| Швидкість (підводна) | 8 вузлів (15 км/год) | 8 вузлів (15 км/год) |
| Робоча глибина занурення                                                                                                  | 100 м | 100 м |
| Дальність плавання | 7500 миль (13900 км) на швидкості 9,4 вузлів у надводному положенні 120 миль (220 км) на швидкості 3 вузли (5,6 км/год) у підводному положенні | 7500 миль (13900 км) на швидкості 9,4 вузлів у надводному положенні 120 миль (220 км) на швидкості 3 вузли (5,6 км/год) у підводному положенні |
| Екіпаж | 58 офіцерів та матросів | 58 офіцерів та матросів |
| Розміри | | |
| Довжина найбільша (по КВЛ)                                                                                                | 73 м | 73 м |
| Ширина корпусу найб. | 7,19 м | 7,19 м |
| Висота | 5,1 м | 5,1 м |
| Водотоннажність надводна                                                                                                  | 1043 тонни | 1043 тонни |
| Силова установка | | |
| Дизель-електрична: 2 × дизельних двигуни CRDA 2 × електродвигуни CRDA                                                     | | |
| Гвинти | 2 | 2 |
| Потужність | 2 × 1800 к.с. (дизелі) 2 × 550 к.с. (електродвигуни) | 2 × 1800 к.с. (дизелі) 2 × 550 к.с. (електродвигуни) |
| Озброєння | | |
| Артилерія | 2 × 100-мм гармати OTO Mod. 1928 | 2 × 100-мм гармати OTO Mod. 1928 |
| Торпедно- мінне озброєння                                                                                                 | 8 × 533-мм торпедних апаратів 16 торпед | 8 × 533-мм торпедних апаратів 16 торпед |
| ППО | 4 × 13,2-мм зенітних кулемети Breda Model 1931 | 4 × 13,2-мм зенітних кулемети Breda Model 1931 |

«Команданте Каппелліні» (італ. Comandante Cappellini) — військовий корабель, крейсерський дизель-електричний підводний човен типу «Марчелло» Королівських ВМС Італії, Крігсмаріне та Імперського флоту Японії за часів Другої світової війни.
«Команданте Каппеліні» був закладений 25 квітня 1938 року на верфі компанії OTO у Леричі. 14 травня 1939 року він був спущений на воду, а 23 вересня 1939 року увійшов до складу Королівських ВМС Італії.

## Історія служби
«Команданте Каппеліні» входив до складу підводних човнів італійського Королівського флоту, що базувалися на базі BETASOM і призначалися до спільного патрулювання з німецькими субмаринами Атлантичного океану.
«Команданте Каппеліні» здійснював бойові походи до Атлантичного океану, де потопив або пошкодив суден сумарною водотоннажністю 31 000 тонн. У вересні 1942 року він узяв участь у порятунку тих, хто вижив після атаки німецького човна на лайнер «Лаконія». Пізніше човен був переобладнаний для транспортування стратегічних матеріалів до та з Японії. Після капітуляції Італії в 1943 році підводний човен був захоплений Імператорським флотом Японії і переданий Німеччині в Сабангу 10 вересня 1943 р. Введений в експлуатацію в Крігсмаріне як трофейний підводний човен UIT-24 і призначений до 12-ї флотилії підводних човнів нацистської Німеччини. Екіпаж на кораблі був змішаний, італійсько-німецький. Протягом значного часу діяв на Тихому океані, намагаючись повернутися на свою базу в Бордо.
У травні 1945 року, після капітуляції Німеччини, «Каппеліні» був переданий Японії і знову змінив назву на I 503. Італійсько-німецький екіпаж був поповнений ще й японськими моряками-підводниками. Після цього підводний човен використовувався в ролі транспорту поки не був захоплений ВМС США в серпні 1945 року, вже після капітуляції Японії. 16 квітня 1946 року підводний човен був затоплений.

## Командири
- Оберлейтенант-цур-зее Генріх Пальс (6 грудня 1943 — 8 травня 1945)